# Ульгиалган
Ульгиалга́н (каз. Үлгіалған) — село в Бурабайском районе Акмолинской области Казахстана. Входит в состав Успеноюрьевского сельского округа. Код КАТО — 117063600.

## География
Село расположено в южной части района, на расстоянии примерно 49 километров (по прямой) к юго-западу от административного центра района — города Щучинск, в 13 километрах к юго-западу от административного центра сельского округа — села Успеноюрьевка.
Абсолютная высота — 411 метров над уровнем моря.
Ближайшие населённые пункты: село Карагай — на западе, село Райгородок — на юго-западе.

## Население
В 1989 году население села составляло 133 человек (из них казахи — основное население).
В 1999 году население села составляло 102 человека (48 мужчин и 54 женщины). По данным переписи 2009 года, в селе проживали 44 человека (20 мужчин и 24 женщины).
| Численность населения | Численность населения | Численность населения |
| 1989                  | 1999                  | 2009                  |
| --------------------- | --------------------- | --------------------- |
| 133                   | ↘102                  | ↘44                   |

## Улицы
- ул. Аксу[5]